# 第四十三屆威廉瓊斯盃國際籃球邀請賽
第43屆威廉瓊斯盃國際籃球邀請賽於2024年7月在新北市立新莊體育館舉辦，女子組賽事於7月6日至7月10日舉行，男子組賽事於7月13日至7月21日進行。電視由緯來電視網轉播，緯來體育台的YouTube（女子組）、Twitch（男子組）頻道以及公視+會進行網路轉播。

## 女子組

### 參賽隊伍
- 中華藍（無大小隊區分[6]）
- 中華白（無大小隊區分[6]）
- 日本（大學國家隊[7]）
- 馬來西亞（國家隊[8][a]）
- 菲律賓（國家隊[10]）
- 泰國（國家隊[11]）

### 戰績排名
| 排名 | 隊伍     | 賽 | 勝 | 負 | 率    | 勝差 |
| ---- | -------- | -- | -- | -- | ----- | ---- |
| 1    | 日本     | 5  | 5  | 0  | 1.000 | —    |
| 2    | 中華藍   | 5  | 4  | 1  | .800  | 1    |
| 3    | 中華白   | 5  | 2  | 3  | .400  | 3    |
| 4    | 菲律賓   | 5  | 2  | 3  | .400  | 3    |
| 5    | 泰國     | 5  | 2  | 3  | .400  | 3    |
| 6    | 馬來西亞 | 5  | 0  | 5  | .000  | 5    |

### 比賽日誌
| 2024年7月6日 | 馬來西亞                                          | 59–62（OT）                                       | 泰國                                              |  |
| 15:00        | 每節分數： 11–17、16–10、8–17、14–5、加时： 10–13 | 每節分數： 11–17、16–10、8–17、14–5、加时： 10–13 | 每節分數： 11–17、16–10、8–17、14–5、加时： 10–13 |  |
|              |                                                   | 詳細數據                                          |                                                   |  |

| 2024年7月6日 | 中華白                                | 73–60                                 | 菲律賓                                |  |
| 17:00        | 每節分數： 16–15、17–11、18–17、22–17 | 每節分數： 16–15、17–11、18–17、22–17 | 每節分數： 16–15、17–11、18–17、22–17 |  |
|              |                                       | 詳細數據                              |                                       |  |

| 2024年7月6日 | 中華藍                                | 46–97                                 | 日本                                  |  |
| 19:30        | 每節分數： 11–23、12–23、11–27、12–24 | 每節分數： 11–23、12–23、11–27、12–24 | 每節分數： 11–23、12–23、11–27、12–24 |  |
|              |                                       | 詳細數據                              |                                       |  |

| 2024年7月7日 | 菲律賓                                | 74–63                                 | 馬來西亞                              |  |
| 15:00        | 每節分數： 19–12、15–15、24–14、16–22 | 每節分數： 19–12、15–15、24–14、16–22 | 每節分數： 19–12、15–15、24–14、16–22 |  |
|              |                                       | 詳細數據                              |                                       |  |

| 2024年7月7日 | 日本                                | 94–42                               | 中華白                              |  |
| 17:00        | 每節分數： 27–8、20–16、21–7、26–11 | 每節分數： 27–8、20–16、21–7、26–11 | 每節分數： 27–8、20–16、21–7、26–11 |  |
|              |                                     | 詳細數據                            |                                     |  |

| 2024年7月7日 | 泰國                                  | 60–92                                 | 中華藍                                |  |
| 19:00        | 每節分數： 16–23、16–27、13–17、15–25 | 每節分數： 16–23、16–27、13–17、15–25 | 每節分數： 16–23、16–27、13–17、15–25 |  |
|              |                                       | 詳細數據                              |                                       |  |

| 2024年7月8日 | 日本                                  | 85–83                                 | 菲律賓                                |  |
| 15:00        | 每節分數： 27–17、21–20、18–19、19–27 | 每節分數： 27–17、21–20、18–19、19–27 | 每節分數： 27–17、21–20、18–19、19–27 |  |
|              |                                       | 詳細數據                              |                                       |  |

| 2024年7月8日 | 中華藍                               | 76–45                                | 馬來西亞                             |  |
| 17:00        | 每節分數： 23–9、14–11、13–15、26–10 | 每節分數： 23–9、14–11、13–15、26–10 | 每節分數： 23–9、14–11、13–15、26–10 |  |
|              |                                      | 詳細數據                             |                                      |  |

| 2024年7月8日 | 中華白                                | 76–77                                 | 泰國                                  |  |
| 19:00        | 每節分數： 16–23、24–18、21–21、15–15 | 每節分數： 16–23、24–18、21–21、15–15 | 每節分數： 16–23、24–18、21–21、15–15 |  |
|              |                                       | 詳細數據                              |                                       |  |

| 2024年7月9日 | 菲律賓                               | 68–58                                | 泰國                                 |  |
| 15:00        | 每節分數： 17–8、10–16、23–14、18–20 | 每節分數： 17–8、10–16、23–14、18–20 | 每節分數： 17–8、10–16、23–14、18–20 |  |
|              |                                      | 詳細數據                             |                                      |  |

| 2024年7月9日 | 馬來西亞                          | 34–84                             | 日本                              |  |
| 17:00        | 每節分數： 12–22、6–23、8–9、8–30 | 每節分數： 12–22、6–23、8–9、8–30 | 每節分數： 12–22、6–23、8–9、8–30 |  |
|              |                                   | 詳細數據                          |                                   |  |

| 2024年7月9日 | 中華白                               | 62–80                                | 中華藍                               |  |
| 19:00        | 每節分數： 9–23、18–21、17–19、18–17 | 每節分數： 9–23、18–21、17–19、18–17 | 每節分數： 9–23、18–21、17–19、18–17 |  |
|              |                                      | 詳細數據                             |                                      |  |

| 2024年7月10日 | 泰國                                 | 63–94                                | 日本                                 |  |
| 15:00         | 每節分數： 16–18、22–19、20–30、5–27 | 每節分數： 16–18、22–19、20–30、5–27 | 每節分數： 16–18、22–19、20–30、5–27 |  |
|               |                                      | 詳細數據                             |                                      |  |

| 2024年7月10日 | 馬來西亞                              | 60–84                                 | 中華白                                |  |
| 17:00         | 每節分數： 11–25、17–22、16–13、16–24 | 每節分數： 11–25、17–22、16–13、16–24 | 每節分數： 11–25、17–22、16–13、16–24 |  |
|               |                                       | 詳細數據                              |                                       |  |

| 2024年7月10日 | 中華藍                                | 82–66                                 | 菲律賓                                |  |
| 19:00         | 每節分數： 26–10、21–22、15–17、20–17 | 每節分數： 26–10、21–22、15–17、20–17 | 每節分數： 26–10、21–22、15–17、20–17 |  |
|               |                                       | 詳細數據                              |                                       |  |

### 獎項
| 獎項     | 得主               | 球隊   | 參考   |
| -------- | ------------------ | ------ | ------ |
| MVP      | 大脇晴             | 日本   | [ 12 ] |
| 最佳五人 | 木下菜月           | 日本   | [ 12 ] |
| 最佳五人 | 宮城楽子           | 日本   | [ 12 ] |
| 最佳五人 | 大脇晴             | 日本   | [ 12 ] |
| 最佳五人 | Supavadee Kunchuan | 泰國   | [ 12 ] |
| 最佳五人 | 杰克·阿妮姆        | 菲律賓 | [ 12 ] |

## 男子組

### 參賽隊伍
- 中華藍[3]
- 中華白[3]
- 日本（U22國家隊[13]）
- 菲律賓（Strong Group Athletics（英语：Strong Group Athletics (basketball)）[14]）
- 馬來西亞（國家隊[15][b]）
- 阿聯（國家隊[16]）
- 澳洲（Brisbane South Basketball League球隊Guardians[17]）
- 烏克蘭（國家隊[18]）
- 美國（Future Sports USA[17]）

### 戰績排名
| 排名 | 隊伍     | 賽 | 勝 | 負 | 率    | 勝差 |
| ---- | -------- | -- | -- | -- | ----- | ---- |
| 1    | 菲律賓   | 8  | 8  | 0  | 1.000 | —    |
| 2    | 中華藍   | 8  | 7  | 1  | .875  | 1    |
| 3    | 烏克蘭   | 8  | 6  | 2  | .750  | 2    |
| 4    | 馬來西亞 | 8  | 5  | 3  | .625  | 3    |
| 5    | 中華白   | 8  | 4  | 4  | .500  | 4    |
| 6    | 日本     | 8  | 3  | 5  | .375  | 5    |
| 7    | 阿聯     | 8  | 1  | 7  | .125  | 7    |
| 8    | 澳洲     | 8  | 1  | 7  | .125  | 7    |
| 9    | 美國     | 8  | 1  | 7  | .125  | 7    |

### 比賽日誌
| 2024年7月13日 | 菲律賓                                | 104–79                                | 阿聯                                  |  |
| 13:00         | 每節分數： 32–18、18–14、23–25、31–22 | 每節分數： 32–18、18–14、23–25、31–22 | 每節分數： 32–18、18–14、23–25、31–22 |  |
|               |                                       | 詳細數據                              |                                       |  |

| 2024年7月13日 | 美國                                  | 69–65                                 | 澳洲                                  |  |
| 15:00         | 每節分數： 18–16、13–16、20–21、18–12 | 每節分數： 18–16、13–16、20–21、18–12 | 每節分數： 18–16、13–16、20–21、18–12 |  |
|               |                                       | 詳細數據                              |                                       |  |

| 2024年7月13日 | 中華白                                | 79–84                                 | 馬來西亞                              |  |
| 17:00         | 每節分數： 17–15、24–16、14–29、24–24 | 每節分數： 17–15、24–16、14–29、24–24 | 每節分數： 17–15、24–16、14–29、24–24 |  |
|               |                                       | 詳細數據                              |                                       |  |

| 2024年7月13日 | 中華藍                                | 85–65                                 | 日本                                  |  |
| 19:30         | 每節分數： 19–24、31–17、17–11、18–13 | 每節分數： 19–24、31–17、17–11、18–13 | 每節分數： 19–24、31–17、17–11、18–13 |  |
|               |                                       | 詳細數據                              |                                       |  |

| 2024年7月14日 | 澳洲                                  | 69–91                                 | 菲律賓                                |  |
| 13:00         | 每節分數： 10–34、14–15、27–23、18–19 | 每節分數： 10–34、14–15、27–23、18–19 | 每節分數： 10–34、14–15、27–23、18–19 |  |
|               |                                       | 詳細數據                              |                                       |  |

| 2024年7月14日 | 日本                                  | 67–63                                 | 美國                                  |  |
| 15:00         | 每節分數： 11–20、14–14、23–14、19–15 | 每節分數： 11–20、14–14、23–14、19–15 | 每節分數： 11–20、14–14、23–14、19–15 |  |
|               |                                       | 詳細數據                              |                                       |  |

| 2024年7月14日 | 阿聯                                 | 59–89                                | 中華白                               |  |
| 17:00         | 每節分數： 18–20、20–20、12–26、9–23 | 每節分數： 18–20、20–20、12–26、9–23 | 每節分數： 18–20、20–20、12–26、9–23 |  |
|               |                                      | 詳細數據                             |                                      |  |

| 2024年7月14日 | 烏克蘭                                | 58–83                                 | 中華藍                                |  |
| 19:00         | 每節分數： 10–16、15–22、13–24、20–21 | 每節分數： 10–16、15–22、13–24、20–21 | 每節分數： 10–16、15–22、13–24、20–21 |  |
|               |                                       | 詳細數據                              |                                       |  |

| 2024年7月15日 | 阿聯                                  | 70–83                                 | 馬來西亞                              |  |
| 13:00         | 每節分數： 23–28、19–18、12–11、16–26 | 每節分數： 23–28、19–18、12–11、16–26 | 每節分數： 23–28、19–18、12–11、16–26 |  |
|               |                                       | 詳細數據                              |                                       |  |

| 2024年7月15日 | 日本                                 | 76–65                                | 澳洲                                 |  |
| 15:00         | 每節分數： 27–13、23–18、18–20、8–14 | 每節分數： 27–13、23–18、18–20、8–14 | 每節分數： 27–13、23–18、18–20、8–14 |  |
|               |                                      | 詳細數據                             |                                      |  |

| 2024年7月15日 | 菲律賓                                | 82–74                                 | 烏克蘭                                |  |
| 17:00         | 每節分數： 27–21、16–20、11–17、28–16 | 每節分數： 27–21、16–20、11–17、28–16 | 每節分數： 27–21、16–20、11–17、28–16 |  |
|               |                                       | 詳細數據                              |                                       |  |

| 2024年7月15日 | 中華藍                               | 82–76                                | 美國                                 |  |
| 19:00         | 每節分數： 24–24、13–9、21–26、24–17 | 每節分數： 24–24、13–9、21–26、24–17 | 每節分數： 24–24、13–9、21–26、24–17 |  |
|               |                                      | 詳細數據                             |                                      |  |

| 2024年7月16日 | 澳洲                                  | 57–98                                 | 烏克蘭                                |  |
| 13:00         | 每節分數： 12–22、10–22、18–32、17–22 | 每節分數： 12–22、10–22、18–32、17–22 | 每節分數： 12–22、10–22、18–32、17–22 |  |
|               |                                       | 詳細數據                              |                                       |  |

| 2024年7月16日 | 美國                                  | 67–109                                | 馬來西亞                              |  |
| 15:00         | 每節分數： 16–32、14–21、18–34、19–22 | 每節分數： 16–32、14–21、18–34、19–22 | 每節分數： 16–32、14–21、18–34、19–22 |  |
|               |                                       | 詳細數據                              |                                       |  |

| 2024年7月16日 | 日本                                  | 82–78                                 | 阿聯                                  |  |
| 17:00         | 每節分數： 16–14、24–27、21–19、21–18 | 每節分數： 16–14、24–27、21–19、21–18 | 每節分數： 16–14、24–27、21–19、21–18 |  |
|               |                                       | 詳細數據                              |                                       |  |

| 2024年7月16日 | 中華白                                | 77–82                                 | 中華藍                                |  |
| 19:00         | 每節分數： 21–25、24–15、15–26、17–16 | 每節分數： 21–25、24–15、15–26、17–16 | 每節分數： 21–25、24–15、15–26、17–16 |  |
|               |                                       | 詳細數據                              |                                       |  |

| 2024年7月17日 | 阿聯                                  | 77–63                                 | 美國                                  |  |
| 13:00         | 每節分數： 18–17、18–12、26–20、15–14 | 每節分數： 18–17、18–12、26–20、15–14 | 每節分數： 18–17、18–12、26–20、15–14 |  |
|               |                                       | 詳細數據                              |                                       |  |

| 2024年7月17日 | 烏克蘭                               | 63–47                                | 日本                                 |  |
| 15:00         | 每節分數： 12–10、16–18、14–10、21–9 | 每節分數： 12–10、16–18、14–10、21–9 | 每節分數： 12–10、16–18、14–10、21–9 |  |
|               |                                      | 詳細數據                             |                                      |  |

| 2024年7月17日 | 菲律賓                               | 89–54                                | 馬來西亞                             |  |
| 17:00         | 每節分數： 21–11、19–25、19–12、30–6 | 每節分數： 21–11、19–25、19–12、30–6 | 每節分數： 21–11、19–25、19–12、30–6 |  |
|               |                                      | 詳細數據                             |                                      |  |

| 2024年7月17日 | 澳洲                                  | 78–90                                 | 中華白                                |  |
| 19:00         | 每節分數： 27–23、20–21、12–27、19–19 | 每節分數： 27–23、20–21、12–27、19–19 | 每節分數： 27–23、20–21、12–27、19–19 |  |
|               |                                       | 詳細數據                              |                                       |  |

| 2024年7月18日 | 美國                                  | 90–112                                | 菲律賓                                |  |
| 13:00         | 每節分數： 28–29、32–27、16–33、14–23 | 每節分數： 28–29、32–27、16–33、14–23 | 每節分數： 28–29、32–27、16–33、14–23 |  |
|               |                                       | 詳細數據                              |                                       |  |

| 2024年7月18日 | 阿聯                                  | 93–100                                | 澳洲                                  |  |
| 15:00         | 每節分數： 18–23、28–30、20–23、27–24 | 每節分數： 18–23、28–30、20–23、27–24 | 每節分數： 18–23、28–30、20–23、27–24 |  |
|               |                                       | 詳細數據                              |                                       |  |

| 2024年7月18日 | 中華白                               | 50–77                                | 烏克蘭                               |  |
| 17:00         | 每節分數： 15–20、16–23、11–18、8–16 | 每節分數： 15–20、16–23、11–18、8–16 | 每節分數： 15–20、16–23、11–18、8–16 |  |
|               |                                      | 詳細數據                             |                                      |  |

| 2024年7月18日 | 馬來西亞                             | 66–86                                | 中華藍                               |  |
| 19:00         | 每節分數： 8–21、23–24、15–21、20–20 | 每節分數： 8–21、23–24、15–21、20–20 | 每節分數： 8–21、23–24、15–21、20–20 |  |
|               |                                      | 詳細數據                             |                                      |  |

| 2024年7月19日 | 日本                                  | 79–92                                 | 菲律賓                                |  |
| 13:00         | 每節分數： 18–22、18–32、19–16、24–22 | 每節分數： 18–22、18–32、19–16、24–22 | 每節分數： 18–22、18–32、19–16、24–22 |  |
|               |                                       | 詳細數據                              |                                       |  |

| 2024年7月19日 | 烏克蘭                                | 74–65                                 | 馬來西亞                              |  |
| 15:00         | 每節分數： 18–10、19–13、22–22、15–20 | 每節分數： 18–10、19–13、22–22、15–20 | 每節分數： 18–10、19–13、22–22、15–20 |  |
|               |                                       | 詳細數據                              |                                       |  |

| 2024年7月19日 | 美國                                  | 97–108                                | 中華白                                |  |
| 17:00         | 每節分數： 16–20、24–32、28–30、29–26 | 每節分數： 16–20、24–32、28–30、29–26 | 每節分數： 16–20、24–32、28–30、29–26 |  |
|               |                                       | 詳細數據                              |                                       |  |

| 2024年7月19日 | 中華藍                                  | 100–68                                  | 阿聯                                    |  |
| 19:00         | '每節分數： '25–15、28–21、19–15、28–17 | '每節分數： '25–15、28–21、19–15、28–17 | '每節分數： '25–15、28–21、19–15、28–17 |  |
|               |                                         | 詳細數據                                |                                         |  |

| 2024年7月20日 | 馬來西亞                              | 79–72                                 | 日本                                  |  |
| 13:00         | 每節分數： 25–15、10–21、21–11、23–25 | 每節分數： 25–15、10–21、21–11、23–25 | 每節分數： 25–15、10–21、21–11、23–25 |  |
|               |                                       | 詳細數據                              |                                       |  |

| 2024年7月20日 | 阿聯                                  | 50–94                                 | 烏克蘭                                |  |
| 15:00         | 每節分數： 11–20、16–24、10–25、13–25 | 每節分數： 11–20、16–24、10–25、13–25 | 每節分數： 11–20、16–24、10–25、13–25 |  |
|               |                                       | 詳細數據                              |                                       |  |

| 2024年7月20日 | 菲律賓                                | 96–70                                 | 中華白                                |  |
| 17:00         | 每節分數： 30–15、27–16、23–23、16–16 | 每節分數： 30–15、27–16、23–23、16–16 | 每節分數： 30–15、27–16、23–23、16–16 |  |
|               |                                       | 詳細數據                              |                                       |  |

| 2024年7月20日 | 澳洲                                  | 80–97                                 | 中華藍                                |  |
| 19:00         | 每節分數： 19–23、14–22、27–32、20–20 | 每節分數： 19–23、14–22、27–32、20–20 | 每節分數： 19–23、14–22、27–32、20–20 |  |
|               |                                       | 詳細數據                              |                                       |  |

| 2024年7月21日 | 馬來西亞                              | 86–76                                 | 澳洲                                  |  |
| 13:00         | 每節分數： 21–17、23–21、26–18、16–20 | 每節分數： 21–17、23–21、26–18、16–20 | 每節分數： 21–17、23–21、26–18、16–20 |  |
|               |                                       | 詳細數據                              |                                       |  |

| 2024年7月21日 | 美國                                  | 78–82                                 | 烏克蘭                                |  |
| 15:00         | 每節分數： 21–20、14–20、23–16、20–26 | 每節分數： 21–20、14–20、23–16、20–26 | 每節分數： 21–20、14–20、23–16、20–26 |  |
|               |                                       | 詳細數據                              |                                       |  |

| 2024年7月21日 | 中華白                                | 80–75                                 | 日本                                  |  |
| 17:00         | 每節分數： 22–19、24–17、18–24、16–15 | 每節分數： 22–19、24–17、18–24、16–15 | 每節分數： 22–19、24–17、18–24、16–15 |  |
|               |                                       | 詳細數據                              |                                       |  |

| 2024年7月21日 | 中華藍                                             | 79–83（OT）                                        | 菲律賓                                             |  |
| 19:00         | 每節分數： 12–16、22–25、16–14、23–18、加时： 6–10 | 每節分數： 12–16、22–25、16–14、23–18、加时： 6–10 | 每節分數： 12–16、22–25、16–14、23–18、加时： 6–10 |  |
|               |                                                    | 詳細數據                                           |                                                    |  |

### 獎項
| 獎項     | 得主          | 球隊     | 參考   |
| -------- | ------------- | -------- | ------ |
| MVP      | 克里斯·麥卡洛 | 菲律賓   | [ 19 ] |
| 最佳五人 | 克里斯·麥卡洛 | 菲律賓   | [ 19 ] |
| 最佳五人 | 莫巴耶        | 中華白   | [ 19 ] |
| 最佳五人 | 高柏鎧        | 中華藍   | [ 19 ] |
| 最佳五人 | 陳盈駿        | 中華藍   | [ 19 ] |
| 最佳五人 | 約翰·默里     | 馬來西亞 | [ 19 ] |

## 外部連結
- 官方网站